# Zelotibia papillata
Zelotibia papillata är en spindelart som beskrevs av Anthony Russell-Smith och Murphy 2005. Zelotibia papillata ingår i släktet Zelotibia och familjen plattbuksspindlar. Inga underarter finns listade i Catalogue of Life.